# Aaron Hernandez
Aaron Josef Hernandez (* 6. November 1989 in Bristol, Connecticut; † 19. April 2017 in Leominster, Massachusetts) war ein US-amerikanischer American-Football-Spieler auf der Position des Tight Ends. Er spielte drei Jahre für die New England Patriots in der National Football League (NFL). Darüber hinaus ist er des Serienmords verdächtigt, wobei ihm eine Mordbeteiligung nachgewiesen werden konnte.
Am 26. Juni 2013 wurde Hernandez wegen Mordverdachts festgenommen und am 15. April 2015 zu lebenslanger Haft ohne vorzeitige Entlassungsmöglichkeit (Parole) verurteilt. Am 19. April 2017 starb er in seiner Gefängniszelle durch Suizid. Einige Monate später wurde mitgeteilt, dass Hernandez an der neurodegenerativen Erkrankung Chronisch-traumatische Enzephalopathie (CTE) litt und sein Gehirn Merkmale der Stufe III, der zweithöchsten Stufe, aufwies. Für sein Todesalter von 27 Jahren ist dies eine außergewöhnlich weit fortgeschrittene Stufe.

## NFL
Hernandez wurde im NFL Draft 2010 von den New England Patriots als 113. Spieler ausgewählt. Unter Head Coach Bill Belichick schaffte er in seiner Rookie-Saison auf Anhieb den Sprung in die Stammformation um Quarterback Tom Brady. Hernandez fing 45 Pässe für 553 Yards Raumgewinn sowie sechs Touchdowns und sorgte gemeinsam mit seinem ebenfalls als Rookie spielenden Tight-End-Kollegen Rob Gronkowski dafür, dass die Patriots 14 Saisonspiele gewannen. Trotzdem schieden sie in der ersten Play-off-Runde gegen die New York Jets aus. Nach seiner zweiten Saison (910 Yards Raumgewinn, sieben Touchdowns) wurde er 2011 in den Pro Bowl gewählt und kam mit den Patriots in den Super Bowl XLVI. Bei der 17:21-Niederlage gegen die New York Giants erzielte er den Touchdown zur zwischenzeitlichen 16:9-Führung. In seiner dritten Saison wurde Hernandez von einer Knieverletzung geplagt, erzielte aber in zehn Spielen fünf Touchdowns bei 483 Yards Raumgewinn. Er trug seinen Teil dazu bei, dass die Patriots ins AFC Championship Game kamen, das sie mit 13:28 gegen die späteren Super-Bowl-Gewinner Baltimore Ravens verloren.

## Mordanklagen
Am 18. Juni 2013 wurde der 27-jährige Odin Lloyd unweit von Hernandez’ Villa tot aufgefunden. Polizeiberichten zufolge kannte Hernandez das Opfer persönlich (die Schwester seiner Verlobten hatte eine Beziehung mit Lloyd), und es fiel auf, dass die Villa kurz nach der Tatzeit professionell gereinigt worden war und sowohl das Videoüberwachungssystem der Villa als auch Hernandez’ Mobiltelefon „gewaltsam zerstört“ worden waren. Die Patriots suspendierten Hernandez zunächst und entließen ihn, als er am 26. Juni wegen Mordverdachts festgenommen wurde. Erst ein Jahr zuvor hatten die Patriots Hernandez’ Vertrag für 40 Millionen US-Dollar verlängert. Hernandez bestritt die Vorwürfe und plädierte auf nicht schuldig. Er wurde am 15. April 2015 zu lebenslanger Haft ohne Möglichkeit einer vorzeitigen Haftentlassung verurteilt.
Hernandez wurde zusätzlich angeklagt, im Jahre 2012 einen Doppelmord verübt zu haben. Von diesem wurde er am 14. April 2017 aus Mangel an Beweisen freigesprochen.

## Tod
Am 19. April 2017 wurde Hernandez nach Suizid in seiner Gefängniszelle im Souza-Baranowski Correctional Center in Lancaster (Massachusetts) aufgefunden. Sein Anwalt bezweifelte eine Selbsttötung als Todesursache und kündigte eigene Untersuchungen zum Todesfall an. Hernandez’ Gehirn wurde der Boston University zu postmortalen Untersuchungen auf chronisch-traumatische Enzephalopathie (CTE) übergeben. Die Forscher stellten fest, dass Hernandez von CTE in einem fortgeschrittenen Stadium betroffen war und sein Hirn als Folge der Erkrankung schwere Schäden aufwies.
Das Nachrichtenmagazin Newsweek berichtete am 21. April 2017 von Hernandez’ Bisexualität und einem jahrelangen Doppelleben sowie von einem daraus möglicherweise ableitbaren Mordmotiv.

## In den Medien
Am 15. Januar 2020 veröffentlichte Netflix die dreiteilige Dokuserie Killer Inside: The Mind of Aaron Hernandez.
Am 17. September 2024 veröffentlichte FX Network die zehnteilige Serie American Sports Story: Aaron Hernandez.